# Amplificador de instrumentación
Un amplificador de instrumentación está hecho a partir de amplificadores operacionales. Está diseñado para tener una alta impedancia de entrada y un alto rechazo al modo común (CMRR) es una medida del rechazo que ofrece la configuración a la entrada de voltaje común. Se puede construir a base de componentes discretos o se puede encontrar encapsulado (por ejemplo el INA114).
La operación que realiza es la resta de sus dos entradas multiplicada por un factor.
Su utilización es común en aparatos que trabajan con señales muy débiles, tales como equipos médicos (por ejemplo, el electrocardiógrafo), para minimizar el error de medida.

## Estructura

Esquemático de un amplificador de instrumentación.

En la siguiente figura se muestra la estructura de un amplificador:
Al existir realimentación negativa se puede considerar un cortocircuito virtual entre las entradas inversoras y no inversoras (símbolos - y + respectivamente) de los dos operacionales. Por ello se tendrán las tensiones en dichos terminales y por lo tanto en los extremos de la resistencia 
{\displaystyle R_{\text{gain}}}
Así que por ella circulará una corriente 
{\displaystyle I_{g}=(V_{2}-V_{1})\left({\frac {1}{R_{g}}}\right)}
Y debido a la alta impedancia de entrada del A.O., esa corriente será la misma que atraviesa las resistencias {\displaystyle R_{1}}
Por lo tanto la tensión que cae en toda la rama formada por {\displaystyle R_{g},R_{1}} y {\displaystyle R_{1}} será:
{\displaystyle V_{\text{intermedia}}={\frac {(V_{2}-V_{1})}{R_{g}}}(R_{g}+2R_{1})=(V_{2}-V_{1})\left({\frac {R_{g}}{R_{g}}}+{\frac {2R_{1}}{R_{g}}}\right)}
Simplificando:
{\displaystyle V_{\text{intermedia}}=(V_{2}-V_{1})\left(1+{\frac {2R_{1}}{R_{g}}}\right)}
Que será la DIFERENCIA de tensión entre la salida inmediata de los dos A.O. 's (justo antes de las {\displaystyle R_{2}}). Puesto que el resto del circuito es un restador de ganancia la unidad (R2=R3), su salida será exactamente la diferencia de tensión de su entrada (sin añadir ganancia), la cual se acaba de definir.
{\displaystyle V_{\text{out}}=(V_{2}-V_{1})\left(1+{\frac {2R_{1}}{R_{g}}}\right)}
Nótese como se ha simplificado la expresión dando valores iguales a las resistencias R2 y R3.
En caso de que las resistencias no sean iguales, la ganancia total del amplificador de instrumentación será:
{\displaystyle V_{\text{out}}=(V_{2}-V_{1})\left(1+{\frac {2R_{1}}{R_{g}}}\right){\frac {R_{3}}{R_{2}}}}
En circuitos integrados suele encapsularse todo excepto la resistencia Rg para poder controlar la ganancia. También puede sustituirse la conexión a tierra por otra a una tensión dada.

## Aplicaciones
- Para acondicionar la salida de un puente de Wheatstone.
- Para amplificar señales eléctricas biológicas (por ejemplo en electrocardiogramas).
- Como parte de circuitos para proporcionar alimentación a corriente constante.
- En fuentes de alimentación.